# 于格一世 (韋爾芒杜瓦)
于格一世（法語：Hugues Ier de Vermandois；1057年—1101年10月18日），韋爾芒杜瓦伯爵，法國國王亨利一世之子，1085年至1101年在位。

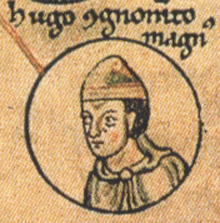
韦尔芒杜瓦的于格一世

## 家庭
于格一世的妻子是韋爾芒杜瓦的阿德萊德，兩人共有1子2女：
1. 伊莉莎白（英语：Elizabeth of Vermandois, Countess of Leicester）（—1131年）
2. 拉烏爾一世（—1152年）
3. 阿格尼絲